# Barbara Leigh-Hunt
Barbara Leigh-Hunt, née le 14 décembre 1935, à Bath, dans le Somerset, en Angleterre et morte le 16 septembre 2024 à Aston Cantlow, est une actrice britannique de cinéma, de théâtre, de télévision et de radio.

## Carrière
Sur scène, Barbara Leigh-Hunt apparaît dans de nombreuses productions, comprenant le Bristol Old Vic, la Royal Shakespeare Company aussi bien que le Royal National Theatre.
Au cinéma, parmi de nombreux autres films, elle tient dans l’un des derniers films d’Alfred Hitchcock, Frenzy (1972), le rôle d’une femme violée et assassinée par un tueur en série, lors d’une scène de meurtre particulièrement impressionnante. Patricia Hitchcock, la fille d’Alfred Hitchcock, a personnellement trouvé cette scène si déstabilisante qu’elle a empêché ses enfants de voir le film pendant de nombreuses années. 
Barbara Leigh-Hunt interprète également le rôle de Lady Catherine de Bourgh dans Orgueil et Préjugés (Pride and Prejudice), le téléfilm de 1995 de la BBC. Elle est l'épouse de l'acteur Richard Pasco.

## Filmographie partielle

### À la télévision
- 1983 : Wagner, série télévisée de Tony Palmer : la reine Marie de Bavière (Marie de Prusse)